# Le Jeu
Le Jeu is een Franse film van Fred Cavayé die werd uitgebracht in 2018.
Deze tragikomedie is een remake van Perfetti sconosciuti (2016) van Paolo Genovese.

## Samenvatting
Ter gelegenheid van een volledige maansverduistering hebben Marie en Vincent drie jeugdvrienden van Vincent uitgenodigd. Marie is psychiater en Vincent is plastisch chirurg. Ze hebben een dochter: Margot, een bepaald niet gemakkelijk op te voeden adolescente. 
Charlotte en Marco zijn de eerste genodigden. Ze zijn al heel wat jaren gehuwd maar hun liefde is aan het verkommeren. Léa en Thomas vormen het tweede koppel. Ze zijn pas gehuwd en zijn erg verliefd. Als laatste komt Ben aan, een gescheiden leraar lichamelijke opvoeding. Het gezelschap is nieuwsgierig want verwacht dat Ben zijn nieuwe vriendin Julie meebrengt maar... hij is alleen gekomen. 
Aan tafel stelt Marie voor een spelletje te spelen: iedereen moet zijn of haar smartphone in het midden van de tafel leggen. Elk binnenkomend 
sms-berichtje, telefoontje, mail of Facebook-bericht wordt dan verplicht aan elkaar voorgelezen, getoond of beluisterd. Marco en Vincent zijn niet bepaald happig om mee te doen maar ze moeten toegeven aan de groepsdruk.
Na enkele berichtjes en telefoontjes blijkt al gauw dat iedereen wel ergens een geheim of geheimpje heeft dat dreigt onthuld te worden.

## Rolverdeling
| Acteur             | Personage                               |
| ------------------ | --------------------------------------- |
| Bérénice Bejo      | Marie                                   |
| Stéphane De Groodt | Vincent, de man van Marie               |
| Suzanne Clément    | Charlotte                               |
| Roschdy Zem        | Marco, de man van Charlotte             |
| Doria Tillier      | Léa                                     |
| Vincent Elbaz      | Thomas, de man van Léa                  |
| Grégory Gadebois   | Ben                                     |
| Fleur Fitoussi     | Margot, de dochter van Vincent en Marie |